# Natação no Campeonato Mundial de Esportes Aquáticos de 2024 - 100 m livre feminino

A prova dos 100 metros livre feminino da natação no Campeonato Mundial de Esportes Aquáticos de 2024 foi realizada nos dias 15 e 16 de fevereiro de 2024 em Doha, no Catar.

## Formato da competição
A competição consiste em três rodadas: eliminatórias, semifinais e final. As nadadoras com os 16 melhores tempos nas baterias preliminares avançam as semifinais. Já as nadadoras com os 8 melhores tempos nas semifinais avançam a final. Desempates (swim-offs) são utilizados conforme necessário para quebrar os empates de avanço a próxima rodada.

## Cronograma
Todos os horários estão na hora local (UTC+3).
| Data            | Hora  | Evento        |
| --------------- | ----- | ------------- |
| 15 de fevereiro | 09:32 | Eliminatórias |
| 15 de fevereiro | 19:11 | Semifinais    |
| 16 de fevereiro | 19:02 | Final         |

## Recordes
Antes desta competição, os recordes mundiais e do campeonato nesta prova eram os seguintes:
| Tipo                  | Atleta         | Tempo  | Local     | Data                |
| --------------------- | -------------- | ------ | --------- | ------------------- |
|                       | Sarah Sjöström | 51s 71 | Budapeste | 23 de julho de 2017 |
| Recorde do campeonato | Sarah Sjöström | 51s 71 | Budapeste | 23 de julho de 2017 |

## Medalhistas
| Ouro                               | Prata                       | Bronze                  |
| Marrit Steenbergen · Países Baixos | Siobhán Haughey · Hong Kong | Shayna Jack · Austrália |

## Resultados

### Eliminatórias
Esses foram os resultados das eliminatórias. A prova foi realizada no dia 15 de fevereiro com início às 09:32. 
| Pos. | Bateria | Raia | Nadadora                 | Nacionalidade                   | Tempo   | Notas  |
| ---- | ------- | ---- | ------------------------ | ------------------------------- | ------- | ------ |
| 1    | 7       | 4    | Shayna Jack              | Austrália                       | 53.50   | Q      |
| 2    | 8       | 5    | Marrit Steenbergen       | Países Baixos                   | 53.66   | Q      |
| 3    | 9       | 4    | Siobhán Haughey          | Hong Kong                       | 53.70   | Q      |
| 4    | 9       | 1    | Barbora Seemanová        | Chéquia                         | 53.97   | Q      |
| 5    | 9       | 5    | Kate Douglass            | Estados Unidos                  | 54.12   | Q      |
| 6    | 8       | 3    | Stephanie Balduccini     | Brasil                          | 54.25   | Q      |
| 7    | 7       | 7    | Kalia Antoniou           | Chipre                          | 54.49   | Q      |
| 7    | 9       | 3    | Anna Hopkin              | Grã-Bretanha                    | 54.49   | Q      |
| 9    | 9       | 6    | Kornelia Fiedkiewicz     | Polónia                         | 54.58   | Q      |
| 10   | 8       | 6    | Nagisa Ikemoto           | Japão                           | 54.70   | Q      |
| 11   | 7       | 5    | Michelle Coleman         | Suécia                          | 54.72   | Q      |
| 12   | 9       | 2    | Chiara Tarantino         | Itália                          | 54.87   | Q      |
| 13   | 7       | 2    | Kayla Sanchez            | Filipinas                       | 54.88   | Q      |
| 14   | 8       | 7    | Charlotte Bonnet         | França                          | 55.12   | Q      |
| 15   | 7       | 3    | Ai Yanhan                | China                           | 55.19   | Q, RET |
| 16   | 8       | 1    | Nikolett Pádár           | Hungria                         | 55.21   | Q, RET |
| 17   | 8       | 8    | Maria Daza Garcia        | Espanha                         | 55.34   | Q      |
| 18   | 7       | 6    | Erin Gallagher           | África do Sul                   | 55.36   | Q      |
| 19   | 8       | 0    | Victoria Catterson       | Irlanda                         | 55.44   |        |
| 20   | 9       | 8    | Jillian Crooks           | Ilhas Caimã                     | 55.61   |        |
| 21   | 7       | 1    | Daria Golovaty           | Israel                          | 55.71   |        |
| 22   | 7       | 8    | Quah Ting Wen            | Singapura                       | 55.82   |        |
| 23   | 8       | 9    | Lillian Slušná           | Eslováquia                      | 56.01   |        |
| 24   | 9       | 0    | Elisbet Gámez            | Cuba                            | 56.20   |        |
| 25   | 9       | 7    | Smiltė Plytnykaitė       | Lituânia                        | 56.34   |        |
| 26   | 8       | 2    | Sarah Fournier           | Canadá                          | 56.39   |        |
| 27   | 6       | 4    | Gloria Muzito            | Uganda                          | 56.55   |        |
| 28   | 6       | 3    | Carla Gonzalez           | Venezuela                       | 56.68   |        |
| 29   | 6       | 5    | Batbayaryn Enkhkhüslen   | Mongólia                        | 56.88   |        |
| 30   | 6       | 6    | McKenna DeBever          | Peru                            | 56.93   |        |
| 31   | 9       | 9    | Amel Melih               | Argélia                         | 57.00   |        |
| 32   | 6       | 2    | Beatriz Padrón           | Costa Rica                      | 57.56   |        |
| 33   | 6       | 7    | Emily Macdonald          | Jamaica                         | 57.57   |        |
| 34   | 5       | 4    | Maria Brunlehner         | Quênia                          | 57.84   |        |
| 35   | 5       | 5    | Adriana Giles            | Bolívia                         | 58.53   |        |
| 36   | 6       | 8    | Paige van der Westhuizen | Zimbabwe                        | 58.66   |        |
| 37   | 5       | 2    | Rebecca Najem            | Líbano                          | 58.90   |        |
| 38   | 5       | 6    | Ariana Dirkzwager        | Laos                            | 59.16   |        |
| 39   | 5       | 7    | Tilly Collymore          | Granada                         | 59.19   |        |
| 40   | 2       | 0    | Saovanee Boonamphai      | Tailândia                       | 59.36   |        |
| 41   | 6       | 1    | Dhinidhi Desinghu        | Índia                           | 59.41   |        |
| 42   | 6       | 9    | Ani Poghosyan            | Armênia                         | 59.43   |        |
| 43   | 5       | 0    | Aunjelique Liddie        | Curaçau                         | 59.78   |        |
| 44   | 5       | 1    | Adaku Nwandu             | Nigéria                         | 59.83   |        |
| 45   | 5       | 8    | Hiruki De Silva          | Sri Lanka                       | 59.85   |        |
| 46   | 5       | 3    | Sara Pastrana            | Honduras                        | 59.94   |        |
| 47   | 1       | 2    | Mikaili Charlemagne      | Santa Lúcia                     | 1:00.05 |        |
| 48   | 4       | 0    | María Fernández          | República Dominicana            | 1:01.03 |        |
| 49   | 4       | 6    | Riley Miller             | Ilhas Virgens Americanas        | 1:01.08 |        |
| 50   | 4       | 5    | Mia Lee                  | Guam                            | 1:01.22 |        |
| 51   | 3       | 3    | Arla Dermishi            | Albânia                         | 1:01.23 |        |
| 52   | 4       | 8    | Jovana Kuljača           | Montenegro                      | 1:01.36 |        |
| 53   | 1       | 6    | Tessa Ip Hen Cheung      | Ilhas Maurícias                 | 1:01.60 |        |
| 54   | 4       | 1    | Christina Rach           | Eritreia                        | 1:01.64 |        |
| 55   | 2       | 8    | Unilez Takyi             | Gana                            | 1:01.68 |        |
| 56   | 4       | 2    | Jehanara Nabi            | Paquistão                       | 1:01.76 |        |
| 57   | 4       | 3    | Georgia-Leigh Vele       | Papua-Nova Guiné                | 1:01.88 |        |
| 57   | 5       | 9    | Ionnah Douillet          | Benim                           | 1:01.88 |        |
| 59   | 4       | 4    | Aleka Persaud            | Guiana                          | 1:02.20 |        |
| 60   | 7       | 9    | Gizem Güvenç             | Turquia                         | 1:02.55 |        |
| 61   | 2       | 1    | Zariel Nelson            | São Vicente e Granadinas        | 1:02.56 |        |
| 62   | 4       | 9    | Anastasiya Morginshtern  | Turquemenistão                  | 1:02.63 |        |
| 63   | 4       | 7    | Kaiya Brown              | Samoa                           | 1:02.84 |        |
| 64   | 1       | 3    | Noor Yussuf Abdulla      | Bahrein                         | 1:03.22 |        |
| 65   | 3       | 4    | Hayley Wong              | Brunei                          | 1:03.49 |        |
| 66   | 3       | 5    | Charissa Panuve          | Tonga                           | 1:03.60 |        |
| 67   | 1       | 4    | Angelina Smythe          | Seicheles                       | 1:03.63 |        |
| 68   | 1       | 7    | Mira Alshehhi            | Emirados Árabes Unidos          | 1:04.17 |        |
| 69   | 3       | 6    | Kestra Kihleng           | Estados Federados da Micronésia | 1:04.93 |        |
| 70   | 1       | 1    | Alicia Mateus            | Moçambique                      | 1:05.53 |        |
| 71   | 1       | 8    | Lois Irishura            | Burundi                         | 1:05.78 |        |
| 72   | 3       | 8    | Rana Saadeldin           | Sudão                           | 1:05.94 |        |
| 73   | 2       | 4    | Loane Russet             | Vanuatu                         | 1:05.97 |        |
| 74   | 2       | 9    | Aishath Shaig            | Maldivas                        | 1:06.27 |        |
| 75   | 3       | 7    | Siwakhile Dlamini        | Essuatíni                       | 1:06.32 |        |
| 76   | 3       | 2    | Tayamika Changanamuno    | Malawi                          | 1:07.53 |        |
| 77   | 3       | 1    | Jasmine Schofield        | Dominica                        | 1:07.66 |        |
| 78   | 3       | 9    | Yuri Hosei               | Palau                           | 1:09.06 |        |
| 79   | 3       | 0    | Kayla Hepler             | Ilhas Marshall                  | 1:09.67 |        |
| 80   | 2       | 5    | Iman Kouraogo            | Burquina Fasso                  | 1:12.41 |        |
| 81   | 2       | 3    | Imelda Ximenes Belo      | Timor-Leste                     | 1:15.56 |        |
| 82   | 2       | 2    | Daknishael Sanon         | Haiti                           | 1:17.09 |        |
| 83   | 2       | 7    | Salima Ahmadou           | Níger                           | 1:18.69 |        |
| 84   | 1       | 5    | Aichata Diabate          | Mali                            | 1:30.74 |        |
| –    | 6       | 0    | María Schutzmeier        | Nicarágua                       | DNS     | DNS    |
| –    | 7       | 0    | Katarina Milutinović     | Sérvia                          | DNS     | DNS    |
| –    | 8       | 4    | Sarah Sjöström           | Suécia                          | DNS     | DNS    |
| –    | 2       | 6    | Adele Gaitou             | Togo                            | DSQ     | DSQ    |

### Semifinais
Esses foram os resultados das semifinais. A prova foi realizada no dia 15 de fevereiro com início às 19:11.
| Pos. | Bateria | Raia | Nadadora             | Nacionalidade  | Tempo | Notas |
| ---- | ------- | ---- | -------------------- | -------------- | ----- | ----- |
| 1    | 1       | 4    | Marrit Steenbergen   | Países Baixos  | 52.53 | Q,    |
| 2    | 2       | 5    | Siobhán Haughey      | Hong Kong      | 52.92 | Q     |
| 3    | 1       | 6    | Anna Hopkin          | Grã-Bretanha   | 53.12 | Q     |
| 4    | 2       | 4    | Shayna Jack          | Austrália      | 53.16 | Q     |
| 5    | 2       | 3    | Kate Douglass        | Estados Unidos | 53.31 | Q     |
| 6    | 1       | 5    | Barbora Seemanová    | Chéquia        | 53.76 | Q     |
| 7    | 2       | 2    | Kornelia Fiedkiewicz | Polónia        | 54.01 | Q,    |
| 8    | 1       | 3    | Stephanie Balduccini | Brasil         | 54.07 | Q     |
| 9    | 2       | 7    | Michelle Coleman     | Suécia         | 54.25 |       |
| 10   | 1       | 7    | Chiara Tarantino     | Itália         | 54.51 |       |
| 11   | 1       | 8    | Erin Gallagher       | África do Sul  | 54.53 |       |
| 12   | 1       | 1    | Charlotte Bonnet     | França         | 54.72 |       |
| 13   | 1       | 2    | Nagisa Ikemoto       | Japão          | 54.76 |       |
| 14   | 2       | 6    | Kalia Antoniou       | Chipre         | 55.04 |       |
| 15   | 2       | 1    | Kayla Sanchez        | Filipinas      | 55.07 |       |
| 16   | 2       | 8    | Maria Daza Garcia    | Espanha        | 55.49 |       |

### Final
A final foi realizada em 16 de fevereiro às 19:02. 
| Pos.              | Raia | Nadadora             | Nacionalidade  | Tempo | Notas            |
| ----------------- | ---- | -------------------- | -------------- | ----- | ---------------- |
| Medalha de ouro   | 4    | Marrit Steenbergen   | Países Baixos  | 52.26 | Recorde nacional |
| Medalha de prata  | 5    | Siobhán Haughey      | Hong Kong      | 52.56 |                  |
| Medalha de bronze | 6    | Shayna Jack          | Austrália      | 52.83 |                  |
| 4                 | 2    | Kate Douglass        | Estados Unidos | 53.02 |                  |
| 5                 | 3    | Anna Hopkin          | Grã-Bretanha   | 53.09 |                  |
| 6                 | 8    | Stephanie Balduccini | Brasil         | 54.05 |                  |
| 7                 | 1    | Kornelia Fiedkiewicz | Polónia        | 54.06 |                  |
| 8                 | 7    | Barbora Seemanová    | Chéquia        | 54.64 |                  |

Legenda
| Recorde mundial       | Recorde mundial (World record)               |                       | Recorde africano                      | Recorde africano (African) |                                           | Q | Classificado por posição (Qualified) |
| Recorde do campeonato | Recorde do campeonato (Championship record)  | Recorde da América    | Recorde da América (Americas)         | q                          | Classificado por melhor tempo (Qualified) |   |                                      |
| Melhor marca do ano   | Melhor marca do ano (World leading)          | Recorde asiático      | Recorde asiático (Asian)              | DNS                        | Não largou (Did not start)                |   |                                      |
| Recorde nacional      | Recorde nacional (National record)           | Recorde europeu       | Recorde europeu (European)            | DNF                        | Não terminou (Did not finish)             |   |                                      |
| Recorde pessoal       | Recorde pessoal do atleta (Personal best)    | Recorde da Oceania    | Recorde da Oceania (Oceania)          | DSQ / DQ                   | Desclassificado (Disqualified)            |   |                                      |
| Recorde da temporada  | Recorde da temporada do atleta (Season best) | Recorde sul-americano | Recorde sul-americano (South America) | NM                         | Sem marca (No mark)                       |   |                                      |